# LTI Gray Matter
Ne doit pas être confondu avec Gray Matter Interactive.
LTI Gray Matter est une entreprise de développement de jeux vidéo fondée en 1992 par Michael Livesay (filiale de Livesay Technologies, Inc.).

## Liste de jeux
- A Collection of Classic Games from the Intellivision (PS1, 1999)
- Activision Classics (PS1, 1998)
- Activision's Atari 2600 Action Pack (PC, 1995)
- Asteroids (PC, 1998)
- Gex contre Dr. Rez (PS1 programmation de localisation, 1999)
- Gex: Enter the Gecko (PC optimisations de moteur 3D, 1998)
- Interstate '76 (PC, 1997)
- Jade Empire (PC, 2007)
- Mat Hoffman's Pro BMX (PC, 2001)
- Mercenaries 2 : L'Enfer des favelas (PC, 2008)
- MechWarrior 2: 31st Century Combat (PC optimisations de moteur 3D, 1995)
- Shrek SuperSlam (PC, 2005)
- Civilization II (PS1, 1999)
- Spider-Man (PC, 2001)
- Spider-Man (PC, 2002)
- Spycraft: The Great Game (PC online programmeur, 1996)
- Tony Hawk's Pro Skater 2 (PC, 2000)
- True Crime: Streets of L.A. (PC, 2004)
- World Championship Poker 2 (PS2, PSP, 2008)
- Walt Disney World Quest: Magical Racing Tour (PC, 2001)
- X-Men 2 : La Vengeance de Wolverine (PC, 2003)